# Энтелис, Леонид Арнольдович
Леонид Арно́льдович Э́нтелис (13 [26] декабря 1903, Каменец-Подольск — 2 мая 1978, Ленинград) — советский композитор, музыковед, балетный и оперный критик, педагог.

## Биография
В родном городе Энтелис получил музыкальное образование у Фаддея Ганицкого. В 1927 году окончил научно-творческое отделение Киевского музыкально-драматического института. В 1925—1927 годах — заведующий музыкальной частью театра «Березиль», преподаватель Киевского музыкально-драматического института. В 1926 году организовал первый в Киеве джаз-бэнд.
С конца 1920-х выступал как композитор. Переводчик на русский язык с польского сочинения Л. Эрхардта «Балеты Игоря Стравинского» («Ballety Іgor Strawіnskіego», Krakow, 1962; рукопись в личном архиве Н. Л. Энтелис).
В 1927—1932 годах — в Ленинградском техникуме сценического мастерства.
В 1939—1941 и 1945—1952 годах — заведующий кафедрой музыкальных предметов ЛГИТМиКа (уволен в ходе кампании по борьбе с космополитизмом).
В 1941—1945 годах воевал на фронтах Великой Отечественной войны.
В 1954—1963 годах — преподаватель музыкально-теоретических дисциплин в Ленинградском художественном училище (ЛХУ).
Умер 2 мая 1978 года на 75-м году жизни, похоронен на кладбище Ленинградского крематория.

## Семья
- Жена (до 1937 года) — Вера Исааковна Кельман (1905, Киев — 1992, Москва), выпускница Киевской консерватории по классу фортепиано (1927); вторым браком была замужем за поэтом Николаем Адуевым[3]
  - Сын — Евгений Леонидович Энтелис.
    - Внук — актёр Леонид Евгеньевич Энтелис.

  - Дочь — музыковед Наталия Леонидовна Энтелис.
- Двоюродный брат — юрист Яков Михайлович Энтелис (его сын — поэт-сатирик Николай Энтелис, внучка — актриса Ксения Энтелис).

## Основные публикации
- 75 балетных либретто. — Ленинград., 1960 (совместно с М. Франгопуло).
- К спорам о джазе // Смена (Ленинград). — 1960. — 1 и 2 декабря.
- Разговор о лёгкой музыке. — Москва, 1965.
- Сто балетных либретто. — 2-е издание. — Л., 1971.
- Заметки на нотных страницах. — Ленинград—Москва, 1974.
- Силуэты композиторов XX века. — 2-е издание. — Ленинград, 1975[4]
- Встречи с современной польской музыкой. — Ленинград, 1978.

### Избранные статьи
- Энтелис Л. «Берег надежды» // Звезда : журнал. — Л., 1959. — № 9.